# Phytomyza anemonephila
Phytomyza anemonephila este o specie de muște din genul Phytomyza, familia Agromyzidae, descrisă de Zlobin în anul 2005. Conform Catalogue of Life specia Phytomyza anemonephila nu are subspecii cunoscute.